# Freibeuter des Todes (Film)
Freibeuter des Todes (Originaltitel: The Island) ist ein US-amerikanischer Spielfilm aus dem Jahr 1980 nach dem gleichnamigen Roman von Peter Benchley aus dem Jahr 1979. Regie führte Michael Ritchie und in den Hauptrollen spielten Michael Caine und David Warner.

## Inhalt
Der Journalist Blair Maynard aus New York City untersucht das Verschwinden zahlreicher Schiffe und Boote in der Karibik. Er ist geschieden und macht sich zusammen mit seinem zwölfjährigen Sohn Justin in die Karibik auf, um die Vorfälle näher zu untersuchen. Bereits die Ankunft verläuft äußerst unglücklich: Der Pilot, der sie auf eine entlegene Insel bringt, legt eine Bruchlandung hin und nachdem die drei Passagiere sich gerettet haben, explodiert die Maschine. Ein örtlicher Polizist nimmt den Piloten gefangen und schickt Blair und seinen Sohn zu einem Hotel. Dort checken sie ein. Das Hotel gehört einem älteren freundlich wirkenden Mann. Sie machen einen Fischausflug und werden von Piraten entführt. Dabei tötet Blair einen der Angreifer. Die Piraten sind geistig zurückgeblieben, verhaltensgestört und grausam. Sie sprechen mit einem merkwürdigen und altertümlichen Akzent. Es stellt sich heraus, dass sie Nachkommen des berüchtigten Freibeuters François l’Olonnais sind und von Kaperfahrten leben. Da Justin noch jung ist, wird er in der Kolonie aufgenommen und einer Gehirnwäsche unterzogen. Dabei wird ihm erfolgreich eingeredet, dass sein Vater ein Feind sei. Der Sohn fühlt sich als vollwertiges Mitglied der Bande und bezeichnet sich selbst stolz als Bukanier. Der Vater wird in einer Gerichtsfarce zum Tode verurteilt, aber vorerst am Leben gelassen. Er wird angekettet und soll Kinder für den Stamm zeugen, um den negativen Effekten der Inzucht zu begegnen. Maynard versucht zu fliehen, was jedoch scheitert. Zu seinem Entsetzen entdeckt er, dass der Hotelbesitzer, bei dem sie eingecheckt haben, mit der Bande verbündet ist und diese deckt. Er ist von ihrer Lebensweise fasziniert und unterstützt sie bei ihren Verbrechen.
Nach weiteren Überfällen werden diverse Schiffe ausgeraubt. Die Passagiere werden dabei ermordet. Der Sohn ermordet dabei auch einen Passagier und wird von den anderen begeistert gefeiert.
Es gelingt der Bande, ein Schiff der Küstenwache zu kapern. Maynard kann sich befreien und den Spuk beenden. Mittels des Bordmaschinengewehrs, einer MG50-1, rechnet er mit den Piraten ab und tötet fast alle bis auf seinen Sohn. Zwei weitere Piraten können mittels anderer Waffen getötet werden. Zum Schluss zeigt sich, dass sein Sohn doch noch zur Normalität zurückfindet.

## Buch
Das Buch ist 1980 in Deutschland im Ullstein-Verlag erschienen (ISBN 3-548-20313-2).

## Produktion
Ein Schiff der United States Coast Guard, die Dauntless, wurde für den Film verwendet. Im Film hieß sie USCGC New Hope.

## Auszeichnungen und Nominierungen
Der Film erntete zwei Nominierungen für den neugeschaffenen Negativpreis Goldene Himbeere.
- Nominiert: Goldene Himbeere für den schlechtesten Schauspieler 1981: Michael Caine (auch für seine Darstellung in Dressed to Kill)
- Nominiert: Goldene Himbeere für die schlechteste Regie 1981: (Michael Ritchie)